# 賭徒、女尼與無線電
《賭徒、女尼與無線電》（英語：The Gambler, the Nun, and the Radio）是美国作家海明威在1936年发表的短篇小说，最早收录于短片小说集《胜者无所得》。 这篇故事故事围绕着一个由修道院经营的医院展开。讲述一位名叫卡耶塔诺的墨西哥赌徒，一立志成为圣徒的修女，以及一位名叫弗雷泽先生的患病作家的故事。
由本片小说改编的电视剧于1960年在美国播出。